# 1-й Янаул
1-й Янаул (баш. 1-се Яңауыл) — деревня в Татышлинском районе Республики Башкортостан Российской Федерации. Входит в состав Кудашевского сельсовета. 

## География

### Географическое положение
Расстояние до:
- районного центра (Верхние Татышлы): 21 км,
- центра сельсовета (Верхнекудашево): 10 км,
- ближайшей ж/д станции (Куеда): 45 км.

## Население
| 2002 | 2009 | 2010 |
| ---- | ---- | ---- |
| 128  | ↘113 | ↘98  |